# Habenaria apiculata
Habenaria apiculata är en orkidéart som beskrevs av Victor Samuel Summerhayes. Habenaria apiculata ingår i släktet Habenaria och familjen orkidéer. Inga underarter finns listade i Catalogue of Life.